# داكوتا بلو ريتشاردز
داكوتا بلو ريتشاردز (بالإنجليزية: Dakota Blue Richards)‏ ممثلة إنجليزية من مواليد 11 أبريل 1994. عُرفت بتأديتها لدور «فرانكي فيتزجيرالد» في سلسلة مسلسلات بشرات من قناة أي فور.

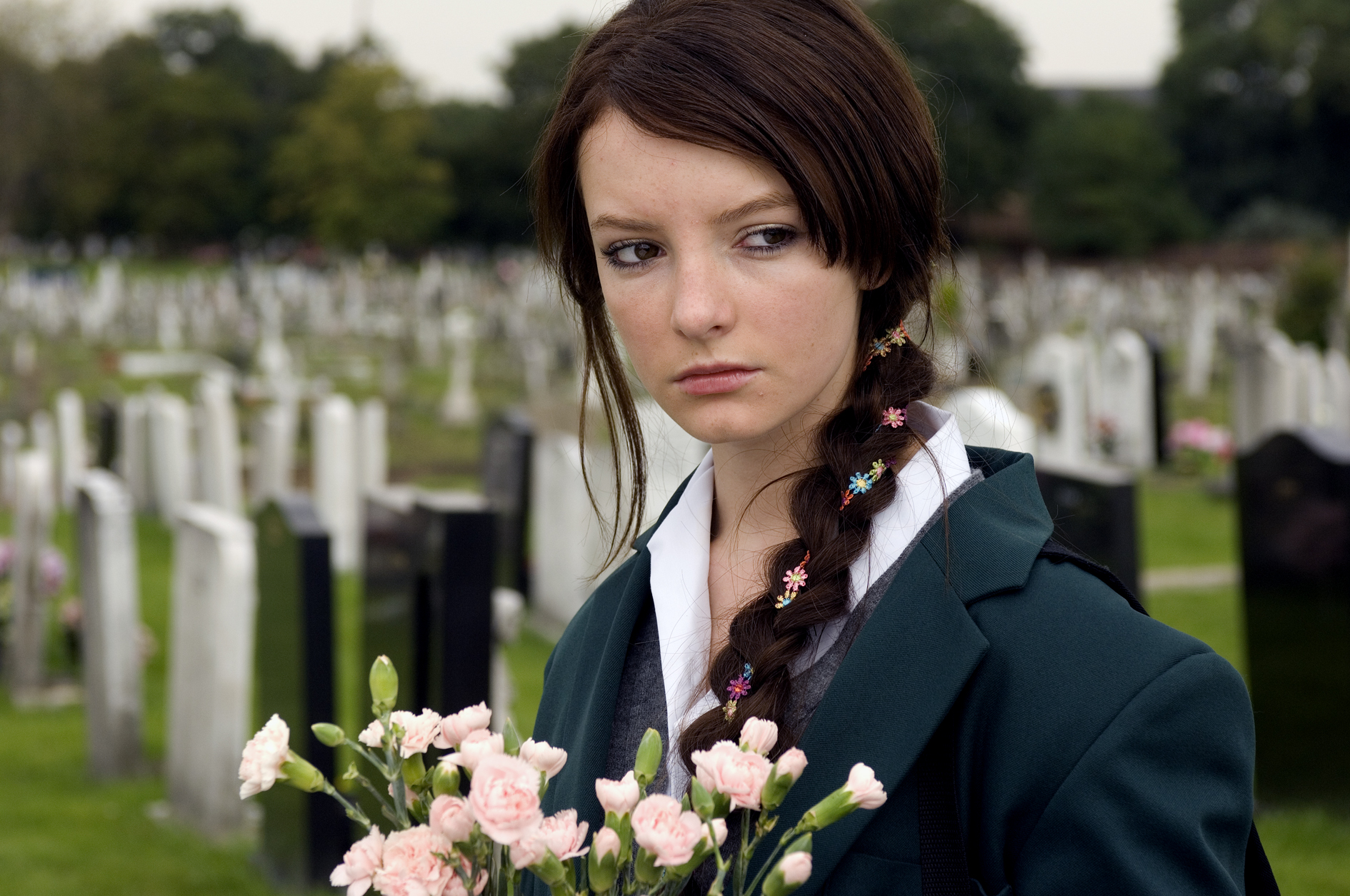
داكوتا في فيلم مزبلة الطفل